# 16147 Джінлі
16147 Джінлі (16147 Jeanli) — астероїд головного поясу, відкритий 10 грудня 1999 року.
Тіссеранів параметр щодо Юпітера — 3,566.